# 阿散蒂人
阿散蒂人（Ashanti people），是加纳共和国的主要民族之一，總人口約有505万人（2002年），属苏丹尼格罗人种，系阿坎族集团中的最大民族。阿散蒂人下分奥约科人、阿汉塔人、阿森–特维弗人、瓦萨人等支系，操阿散蒂语（属尼日尔–科尔多凡语系支瓦语支），有文字。

## 宗教、社会
阿散蒂人多保持万物有灵信仰，部分人信奉新教。相传中世纪来自西北方，17～18世纪以奥约科人为中心，曾建立强大的阿散蒂王国，王权的象征为金凳子，设在库马西。按母系组织社会。实行族外婚和母系继承制度。社会的最基本单位是氏族下的母系家庭。主要从事农业，种植薯类、水稻、香蕉，大量种植可可和油棕等经济作物，地区贸易发达。

## 照片集錦

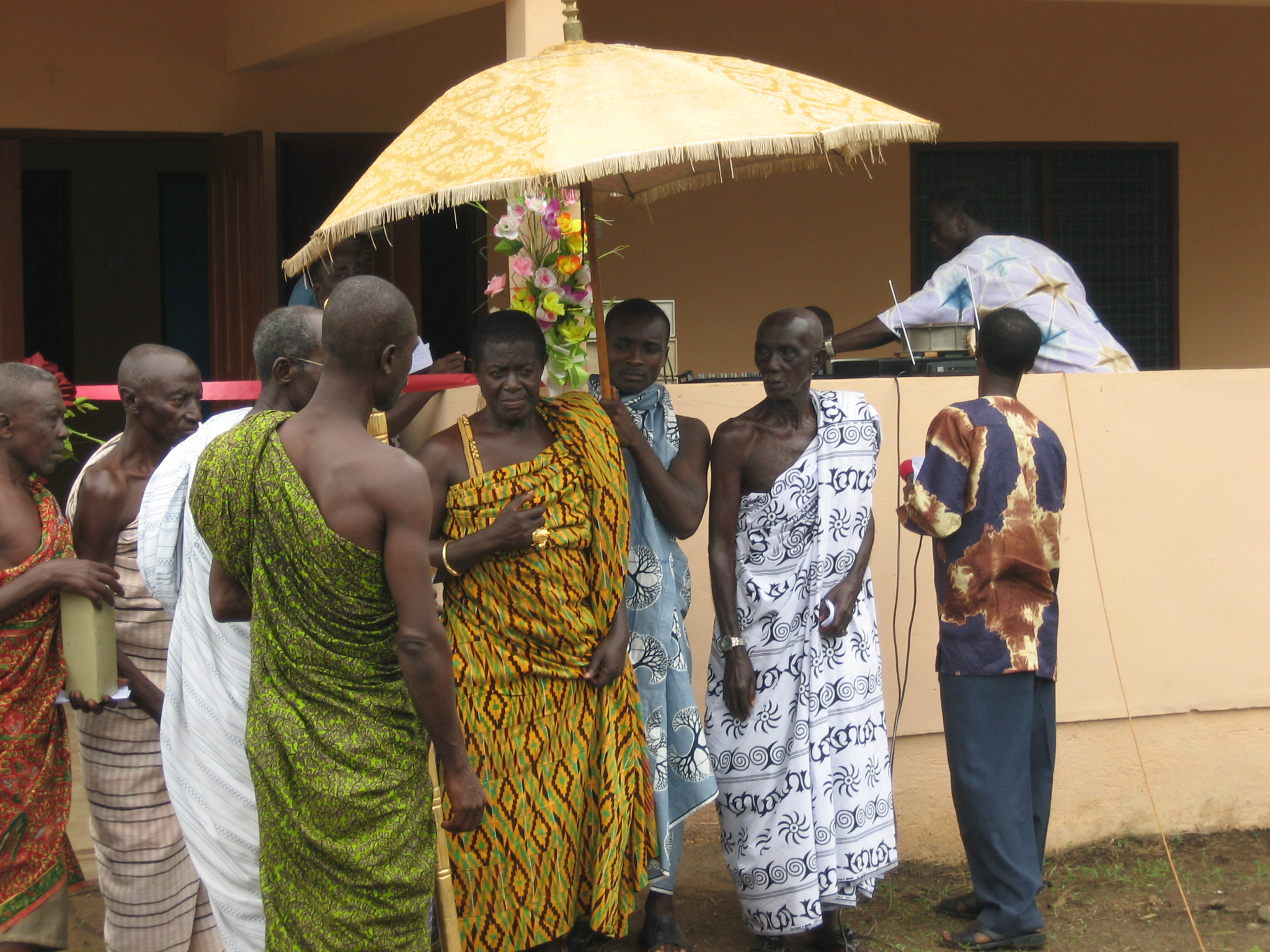
阿散蒂男子服飾
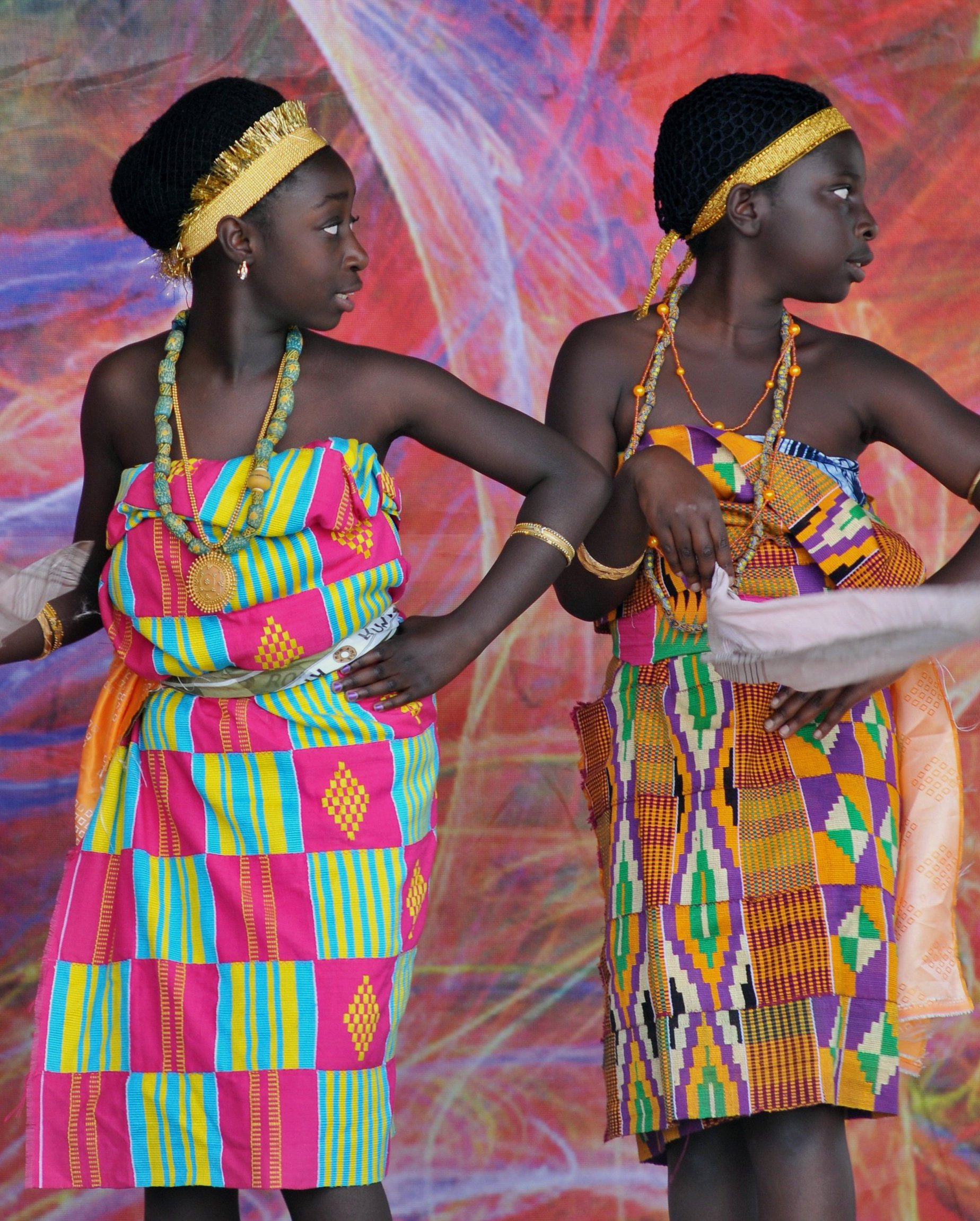
阿散蒂女子舞蹈及服飾